# Capricorn (personaggio)
Capricorn (山羊座のシュラ?, Kapuricōn no Shura) è un personaggio della serie manga e anime I Cavalieri dello zodiaco di Masami Kurumada.
È il Cavaliere d'oro appartenente alla costellazione del Capricorno mentre successivamente diviene uno Specter di Ade (sebbene serva solo apparentemente il Dio dell'Oltretomba). Sua caratteristica peculiare è il possesso della leggendaria spada Excalibur, incarnata nelle sue braccia e donata dalla dea Atena a tutti i Gold Saint del Capricorno come premio per la loro fedeltà.
Nell'edizione italiana del manga e nell'adattamento Dynamic dei film è stato chiamato Shura del Capricorno, traduzione fedele del nome originale, mentre nel doppiaggio italiano della Mediaset invece ci si riferisce a lui con il nome inglese della sua costellazione, ovvero Capricorn.
Da Episode G Assassin si apprende che il maestro di Shura è stato Izo del Capricorno, Gold Saint del diciottesimo secolo e personaggio di Saint Seiya Next Dimension.

## Creazione e concezione
Il nome "Shura" viene usato per indicare gli Asura, una classe di demoni guerrieri della mitologia indiana, e inizialmente era destinato al personaggio di Saga dei Gemelli. Il nome "Excalibur" fa riferimento all'omonima spada di re Artù.

## Biografia

### Serie classica
Shura è il Cavaliere d'oro del Capricorno e, prima degli eventi della serie, viene incaricato di uccidere il parigrado Aiolos del Sagittario in quanto indicato falsamente come traditore e responsabile del tentato assassinio della dea Atena da parte del Grande Sacerdote
Nonostante sia uno dei tre Cavalieri d'oro al corrente della malvagità del Grande Sacerdote (gli altri due sono Death Mask del Cancro e Aphrodite dei Pesci), Shura giura ugualmente fedeltà a quest'ultimo e, tredici anni dopo lo scontro con Aiolos, fa ritorno al Grande Tempio allo scopo di presiedere la decima casa e ostacolare i Cavalieri di bronzo: in quest'occasione ingaggia una dura lotta contro Shiryu che, al termine di una estenuante battaglia, decide di usare il suo colpo più potente (il Rozan Koryuha) per portare lui e il Gold Saint nello spazio esterno e scomparire insieme. Durante l'ascesa al cielo, colpito dal coraggio del giovane, Shura capisce i suoi errori e decide di salvare la vita del suo avversario e così non solo salva Shiryu facendogli indossare la sua armatura per riportarlo sulla Terra ma gli fa anche dono di Excalibur, come si scoprirà durante la battaglia tra Shiryu e Krishna di Crisaore.
Tempo dopo scoppia una nuova guerra sacra tra Atena e Ade e quest'ultimo riporta in vita Shura, Shion dell'Ariete, Saga dei Gemelli, Camus dell'Acquario, Death Mask del Cancro e Aphrodite dei Pesci arruolandoli nel suo esercito di Spectre con la missione di uccidere la dea. Nonostante inizialmente sembrino passati dalla parte di Ade, Shura e gli altri fingono solamente di obbedire al Dio dell'Oltretomba in quanto il loro vero obiettivo è quello di ottenere il sacrificio di Atena e ridestare il God Cloth della Dea. Al termine di un'estenuante scalata alle Dodici Case, nella quale uccidono apparentemente Shaka della Vergine con l'Atena Exclamation, Shura, Saga e Camus arrivano al cospetto di Atena: la Dea, che ha compreso le reali intenzioni dei suoi sottoposti, decide di suicidarsi con le sue stesse mani per potere giungere da viva nell'Oltretomba, così da sfidare di persona Ade. Poco dopo anche Shura, insieme a Saga e Camus, torna nell'Oltretomba a causa dello scadere delle dodici ore di vita provvisoria concessagli da Ade, ma riappare alla Giudecca, insieme a tutti gli altri Gold Saint, sacrificandosi per distruggere l'immenso Muro del Pianto e permettere a Shiryu e agli altri Bronze Saint di raggiungere Atena nell'Elisio.

#### Adattamento animato
Nella prima serie animata la storia di Shura differisce per alcuni punti: qui non è al corrente della malvagità del Grande Sacerdote e, di conseguenza, viene dipinto come un personaggio più positivo. L'anime, inoltre, mostra un flashback dello scontro tra Aiolos e Shura (che però diverge sia da quello mostrato in Episode G, dove i due Gold Saint non combattono, che in Episode 0 realizzato da Kurumada), dove quest'ultimo riuscì a vincere il Gold Saint del Sagittario solo per fortuna, colpendolo con Excalibur e facendolo precipitare in un crepaccio; decise invece di risparmiare la piccola Atena, riconoscendo inconsciamente in lei un barlume del cosmo divino. Nell'anime, inoltre, Shiryu mozza il braccio di Shura, mentre nel manga tutto ciò non avviene.
Shura compare anche nella saga di Asgard, presente solo nell'anime, sotto forma di spirito a Shiryu per incoraggiarlo nella sua battaglia contro il God Warrior (o Cavaliere di Asgard) Luxor.
Il passato del personaggio, inoltre, è approfondito dallo sceneggiatore Takao Koyama in un racconto riempitivo in continuità con l'anime intitolato La storia segreta di Capricorn. In questa storia Shura torna al Grande Tempio circa un anno prima della nascita di Atena, al termine di un periodo di perfezionamento in Spagna riunendosi con l'amico Aiolos (amicizia ripresa sia in Episode G che in Episode 0) e facendo la conoscenza di Saga dei Gemelli. Durante questo periodo nel braccio del Gold Saint del Capricorno si risveglia la spada sacra Excalibur (segno che il ritorno della dea Atena sulla Terra è ormai prossimo) e ha l'occasione di proteggere il Grande Sacerdote Shion dall'attacco di uno dei soldati semplici dell'esercito di Nettuno (in realtà si tratta di Saga travestito), ferendolo gravemente a un braccio. La storia compie poi un balzo temporale di un anno circa arrivando al momento in cui Saga, sotto le mentite spoglie di Arles (Silver Saint, primo ministro e braccio destro di Shion ucciso dallo stesso Gold Saint dei Gemelli a causa dei suoi sospetti sull'attentato al Sacerdote), gli ordina di uccidere Aiolos quando quest'ultimo scappa con la piccola Atena.

### Episode G

Shura (dietro Aiolia) sulla copertina di un volume del manga Episode G.

In Episode G, ambientato tempo dopo il tradimento di Aiolos del Sagittario e poco prima dell'inizio della storia narrata nella serie classica, Shura fa ritorno al Grande Tempio e viene messo al corrente della minaccia di Crono e dalla sua armata di Titani. Durante questo periodo si convince dell'innocenza di Aiolos e della colpevolezza di Saga. Decide, così, di accusarlo davanti al Grande Sacerdote, scoprendo poi, con grande sorpresa, che quest'ultimo non è altri che il Gold Saint dei Gemelli. Preso di sorpresa Shura subisce per ben due volte il Genrō Maō-Ken del parigrado, che cerca di prendere possesso della sua volontà. Shura diventa così la prima vittima del Genrō Maō-Ken, ma l'inesperienza di Saga nel padroneggiare questa tecnica e la totale devozione del Gold Saint del Capricorno alla giustizia (unita alla sua grande forza di volontà) impediscono al nemico di esercitare su di lui il controllo totale, limitandosi a cancellare dalla sua mente i ricordi dello scontro e a rinnovare la devozione di Shura al Grande Sacerdote, annullando così qualsiasi eventuale volontà futura di tradirlo.
Durante gli scontri con i Titani al Grande Tempio Shura affronta prima il Gigante Lama Cinerea, e poi il ben più potente Titano Crio. Contro quest'ultimo, a causa degli effetti del Genrō Ken, Shura si trasforma temporaneamente in una specie di demone, cosa che porta la sua spada Excalibur ad andare in frantumi, visto che solo un cavaliere dall'animo nobile può utilizzarla. A questo punto, però, lo spirito Shion, il precedente Grande Sacerdote, si mette in contatto con Saga, convincendo quest'ultimo a liberare Shura dal maleficio. Ritornato in sé il Gold Saint del Capricorno riesce a rigenerare Excalibur e a spezzare la spada di Crio, che sceglie di interrompere il duello e abbandonare il Grande Tempio.
Dopo essersi ripreso dallo scontro Shura giunge in soccorso di Aiolia nello scontro con Crono, affrontando le due Titane Rea e Temi, per poi essere teletrasportato da Mu dell'Ariete nel mondo dei Titani insieme ad altri quattro suoi compagni (Milo dello Scorpione, Aldebaran del Toro, Camus dell'Acquario e Shaka della Vergine), per soccorrere Aiolia. Qui sconfigge definitivamente Crio, poi, insieme a Aldebaran, affronta e sconfigge il Gigante Armatura di Giada, una delle tre guardie del corpo del dio Crono.

### Next Dimension
In Next Dimension, che alterna gli avvenimenti del passato (la guerra del XVIII secolo contro Ade) con quelli del presente (cioè nel XX secolo, dopo la sconfitta del Dio nell'Oltretomba al termine della serie classica), Shura, insieme agli altri Gold Saint della sua epoca, compare sotto forma di spirito per aiutare Atena e Shijima di Virgo a uscire da una distorsione spazio-temporale.

### Soul of Gold
Nella serie ONA Soul of Gold, dopo avere distrutto il Muro del Pianto, tutti i Gold Saint (Shura compreso) vengono misteriosamente riportati in vita come Einherjar nei territori di Ásgarðr con l'obiettivo di ostacolare il nuovo celebrante di Odino, Adreas Riise, e i suoi God Warrior (o Cavalieri di Asgard). Interviene prima in aiuto di Aiolia del Leone contro le illusioni generate dall'albero Yggdrasil, poi affronta Camus dell'Acquario, schieratosi dalla parte degli asgardiani. Dopo una dura battaglia tra Gold Saint Shura cade a terra privo di sensi, venendo ucciso da Adreas Riise e catturato dalle radici di Yggdrasil.
Nel prosieguo della serie si scopre che è stato Odino a riportare in vita i Gold Saint ad Asgard allo scopo di fermare Andreas Riise che, controllato da Loki, intende utilizzare Yggdrasil per fare rinascere la lancia Gungnir, un'arma divina dal potere sconfinato. Shura, che dopo lo scontro con Surt era stato catturato dalle radici di Yggdrasil, riappare nella battaglia finale contro Loki, quando, insieme con tutti i Gold Saint, interviene per soccorrere Aiolia del Leone e Aiolos del Sagittario. Grazie a petali intrisi del sangue di Atena e inviati proprio dalla Dea dall'Elisio i dodici risvegliano i loro rispettivi God Cloth definitivi, sconfiggono Loki e salvano Asgard. Prima di lasciare ancora una volta il mondo dei vivi i Gold Saint vengono contattati da Poseidone che, risvegliato dal cosmo dei dodici, si offre di usare la propria forza divina per inviare i Gold Cloth in aiuto dei cinque Bronze Saint, impegnati a combattere Ade nell'Elisio.

### Episode 0(Saint Seiya Final Edition)
Questo capitolo ufficiale di Masami Kurumada si svolge parallelamente alla fuga di Aiolos di Sagitter con la piccola Atena, ed è inserito nella Saint Seiya Final Edition edizione finale del manga di Saint Seiya. Shura è uno dei Gold Saint più adulti, ma nonostante ciò, al momento di eleggere il nuovo Grande Sacerdote, decide di candidare Aiolos e Saga, poiché considerati da lui molto più esperti e meritevoli di tale carica. Contrariamente ai Gold Saint più giovani Shura rimane al Santuario insieme ad Aiolos, Death Mask del Cancro e Aphrodite dei Pesci. Dopo che Aiolos riesce a salvare Atena dalle grinfie di Saga, che ha usurpato di nascosto la carica di Grande Sacerdote, Shura viene incaricato da quest'ultimo di ostacolare il Gold Saint del Sagittario. E così, quando Aiolos sconfigge Aphrodite alla dodicesima casa ed entra nella decima, Shura è costretto a battersi contro colui che considerava suo amico. Tradito dalla sua giovane età e dalla sua inesperienza, Shura viene sconfitto facilmente da Aiolos, seppure quest'ultimo rimanga ferito nel combattimento. In seguito, quando il Gold Saint del Sagittario è intento ad attraversare un ponte di legno, Shura lo taglia in due con Excalibur, facendo precipitare sia il presunto traditore che la piccola Atena, i quali vengono creduti morti. In questo capitolo si nota da alcuni dialoghi che Shura provava grande ammirazione per Aiolos, inoltre si evince che Shura ha uno strano(molto strano) senso del dovere, cioè preferisce sacrificare una neonata innocente pur di seguire gli ordini del Sacerdote.

### Episode G Assassin
Nel manga Episode G Assassin, Shura è uno dei personaggi principali. Si scoprirà che il suo maestro è stato Izo del Capricorno, un Gold Saint del 18º secolo del manga sequel della serie classica Saint Seiya Next Dimension .

## Personaggio

### Aspetto e personalità
Shura è un uomo con i capelli neri (con riflessi verdi nell'anime), corti e spettinati e lo sguardo tagliente. In Soul of Gold, quando non è provvisto del Gold Cloth, indossa una maglietta beige, un pantalone nero con polsini e cintura marroni.
Nel manga, alla sua prima apparizione, sembra seguire una visione che identifica la forza con la giustizia, tant'è che (secondo quanto detto da Aphrodite dei Pesci) lui è uno dei tre Gold Saint che appoggia Saga dei Gemelli come Sacerdote, pur sapendo che in passato aveva tentato di uccidere Atena, ritenendo che in futuro le sue azioni sarebbero state riconsiderate come giuste.
Nella prima serie dell'anime la personalità di Shura è stata parzialmente modificata, visto che è stato dipinto come un Gold Saint devoto e fedele ad Atena che combatte contro i Bronze Saint protagonisti solo perché ingannato dalle parole del Grande Sacerdote. Come per altri personaggi il carattere di Shura nell'adattamento italiano dell'anime varia rispetto alla versione originale (principalmente per la lacunosità dei copioni su cui lavoravano i dialoghisti italiani): oltre a non fare riferimento alla sua fede nella forza del Grande Sacerdote, il personaggio viene definito come il Cavaliere «più caro alla dea di Micene stesso».
Nel suo manga Episode G Megumu Okada ha conciliato le due versioni del personaggio, quella cartacea e quella animata, spiegando come Shura sia stato vittima del Genrō Maō-Ken di Saga dei Gemelli all'epoca della battaglia contro i Titani. In questo manga, inoltre, il personaggio appare come un Saint introverso e ombroso, che tiene per sé le proprie emozioni e non lascia mai intendere ciò che sta realmente pensando. Nella sua prima apparizione mette subito in chiaro quale sia la sua linea di pensiero: secondo lui la giustizia, se priva di una grande forza a supportarla non ha alcun valore. Sebbene questo discorso a prima vista possa sembrare vicino all'ottica di personaggi come Death Mask, esso va inteso come la necessità della presenza di qualcuno in possesso di una grande forza che si assicuri di preservare la giustizia, come i Gold Saint.
C'è da considerare che quello fatto da Okada nei vari Episodio G sul personaggio di Shura, vanno a volte in contraddizione sia su alcune cose mostrate nel manga originale sia su alcune cose mostrate nell'anime. 
Il racconto riempitivo La storia segreta di Capricorn, Episode G e, più recentemente, il mini-manga Episode 0 rivelano che Shura era molto amico di Aiolos di Sagitter, prima che quest'ultimo venisse ingiustamente accusato di essere un traditore. In Episode G, addirittura, Shura giura di impegnarsi con tutte le sue forze in difesa di Atena e di farlo anche a nome di Aiolos, nell'attesa di potere riabilitare il nome del suo vecchio compagno. Durante la guerra contro Ade, inoltre, Shura stringe una grande amicizia con Camus dell'Acquario, cosa che viene confermata in Soul of Gold quando il Gold Saint dell'Acquario si dice addolorato per la morte del suo parigrado per mano di Surt di Eikthyrnir.

### Cloth
Shura indossa il Gold Cloth del Capricorno, raffigurato come uno stambecco e non come creatura metà capro e metà pesce; questa corazza esiste anche come Surplice, ovvero le armature degli Spectre di Ade, con una tinta viola e grigia e forme leggermente modificate. L'elmo nel manga è diverso da quello nell'anime classico: mentre nella versione animata ricopre completamente la testa del cavaliere, nella versione su carta è più una specie di diadema che lascia liberi capelli e nuca. Questa modifica non viene ripetuta nelle serie OAV della trilogia Hades per la Surplice indossata dal Cavaliere.
Nel film La leggenda dei guerrieri scarlatti Shura non indossa il suo Gold Cloth originale, bensì una copia meno resistente donatagli da Apollo.
In Saint Seiya: Soul of Gold il Gold Cloth di Shura, che è stato bagnato dalle lacrime di Atena dopo la battaglia alle Dodici Case e, successivamente, dal sangue della Dea tramite dei petali inviati da quest'ultima dall'Elisio, riesce a evolversi in God Cloth (o Armatura divina); esso copre quasi totalmente la superficie del corpo di Shura ed è dotato di ali.
Una versione in parte ridisegnata del Gold Cloth del Capricorno compare nel film remake La leggenda del Grande Tempio, dove mostra forme estetiche vagamente basate sulla serie classica, ma stavolta con numerose piastre o placche azzurre dalle forme simili a pinne.
Nei vari Episodio G, il mangaka Okada modifica il cloth del Capricorno aggiugendolia a volte dei dettagli, delle decorazioni, a volte delle vere e proprie modifiche nel corso dei suoi manga, il problema è che non spiega mai il perché di questi cambiamenti, non c'è mai una singola spiegazione del perché sono avvenuti, rimane tutto campato in aria.

### Tecniche e abilità
In qualità di Cavaliere d'oro, e quindi facente parte dell'élite dell'esercito della dea Atena, Shura possiede il Settimo senso, abilità che gli permette di muoversi e di lanciare attacchi alla velocità della luce (300.000 chilometri al secondo)
. Di seguito vengono riportare le tecniche usate dal personaggio nel corso dei vari manga e anime :
- Excalibur (聖剣?, Ekusukaribā, letteralmente Sacra Spada): il colpo principale di Shura, che consiste nel conferire al suo cosmo la forma di una lama per poi scagliarlo contro il nemico con uno qualsiasi dei quattro arti. La tecnica, già di per sé estremamente pericolosa in quanto capace di decapitare o fare a pezzi il proprio avversario con un singolo colpo, è resa ancor più mortale dalla scintilla del cosmo di Atena presente nel braccio destro di tutti i cavalieri di Capricorn, che se usata rende Excalibur un colpo devastante e quasi sempre letale contro cui non esiste difesa (solo le armi e le armature divine, e comunque solo in alcune occasioni, si sono rivelate in grado di contrastarla); l'unico modo per riuscire a evitarla è muoversi a una velocità superiore a quella della luce.[12] Curiosamente la lama di Shura non viene mai chiamata "Excalibur" durante la sua prima apparizione nel manga, ma solo "spada sacra"[12]; il nome "Excalibur" è però usato in uno dei titoli su Shonen Jump e sarà poi ripreso nell'anime classico[21] e anche nel manga a partire dalle battaglie contro Poseidone.[14]In Saint Seiya Next Dimension, il sequel canonico del manga originale, viene fatto intendere da Hyoga che forse Excalibur di Shura è però inferiore a Excalibur di Izo(Gold Saint del diciottesimo secolo e maestro di Shura).[48]Nel manga e anime originale inoltre, viene mostrato che Excalibur non è particolarmente resistente, infatti Shiryu(è non solo), riesce, senza eccessiva difficoltà, ha rompere il filo della spada Excalibur, addirittura ci riesce due volte.[49]
  - Excalibur (variante)[50] (聖剣乱舞? lett. danza della spada sacra, pronunciata sempre Exacalibur per via del furigana): variante della precedente usata solo in Episode G durante lo scontro con Saga dei Gemelli. Questa versione permette a Shura di tagliare in cubi tutto ciò che rientra nel suo campo visivo.[28]
  - Ex-Caliburn (カリバーン改?, Karibān Kai,  cioè "La nuova Caliburn"): è il nome con cui Shura chiama la sua spada dopo averla rigenerata con il suo cosmo durante lo scontro con Crio in Grecia.[30] Secondo l'autore questa versione di Excalibur è in grado di spezzare le armi divine.[51]
  - Double Excalibur (二刀聖剣?, Daburu Ekusukaribā, lett. doppia spada sacra): Shura rivela questo colpo durante gli eventi di Episode G e consiste sostanzialmente nel lanciare i colpi di Excalibur con entrambe le braccia contemporaneamente. Con questo colpo è stato in grado di sconfiggere Crio nel Tartaro.[33]
- Jumping Stone: tecnica che consiste nel rivolgere la potenza dell'attacco nemico contro chi lo ha lanciato, praticamente Shura affera l'avversario con le gambe e lo scaglia in aria.[12]

Oltre a queste tecniche Shura è in grado di utilizzare l'Athena Exclamation  (アテナ・エクスクラメーション?, Atena Ekusukuramēshon, Urlo di Atena nel doppiaggio italiano). Tale tecnica è effettuabile solo da tre Gold Saint contemporaneamente e consiste in una semplice ondata di energia dotata tuttavia di uno spaventoso potere distruttivo, paragonabile a quello del Big Bang. Tale attacco è ritenuto pericoloso da Atena stessa e di conseguenza i Gold Saint possono servirsene solo con il consenso della Dea. Shura utilizza l'Athena Exclamation insieme a Saga dei Gemelli e Camus dell'Acquario prima per sconfiggere Shaka della Vergine e in seguito per contrastare il trio formato da Aiolia del Leone, Milo dello Scorpione e Mu dell'Ariete.

## Apparizioni in altri media
Oltre ai manga e agli anime Shura compare in tre film. In La leggenda dei guerrieri scarlatti (1988), ambientato dopo le battaglie alle dodici case, viene resuscitato insieme a Camus dell'Acquario, Saga dei Gemelli, Death Mask del Cancro e Aphrodite dei Pesci dal Dio Apollo, che lo integra nella sua guardia personale. Quando capisce che il Dio del Sole ha in mente di uccidere Atena, Shura si ribella insieme a Camus, ma entrambi, svantaggiati dall'indossare solo delle copie meno resistenti delle originali Gold Cloths, vengono sconfitti con facilità da Atlas, Jao e Berenice. Questa pellicola non è in continuità con la serie classica.

Fa anche una breve apparizione in Le porte del paradiso (2005), ambientato dopo le battaglie contro Ade, dove viene punito per le sue azioni contro gli Dei e imprigionato, insieme agli altri Gold Saint (ad eccezione di Aiolos), in una specie di scogliera d'ambra sulla Terra in stato di totale incoscienza. Inizialmente, questo film avrebbe dovuto essere l'inizio del seguito della serie classica, con il benestare di Masami Kurumada, che aveva scritto un breve capitolo di prologo. Tuttavia, a seguito dello scarso successo del film, Le porte del paradiso venne disconosciuto dal mangaka, alludendo anche al fatto che molti elementi da lui proposti per la trama non furono usati dal regista Yamaguhi.

Nel film in CGI I Cavalieri dello zodiaco: La leggenda del Grande Tempio (2014), che ri-narra la battaglia alle Dodici Case, con modifiche alla trama e al design dei personaggi, le vicende di Shura sono diverse. Mentre nel manga combatte contro Shiryu, nel film, coadiuvato da Milo dello Scorpione, ostacola Seiya e Shun alla casa del Sagittario, e quando sta per uccidere Shun viene affrontato da Ikki.